# Joop de Klerk
Joop de Klerk (Amsterdam, 3 mei 1948 – Maastricht, 30 januari 2021) was een Nederlands voetballer. Hij stond onder contract bij NEC en FC VVV.

## Biografie
De Klerk doorliep de jeugdopleiding van SV Venray waar hij in 1965 in het eerste elftal debuteerde en maakte in 1968 de overstap naar eredivisionist N.E.C. Daar maakte hij op 3 november 1968 zijn competitiedebuut in de thuiswedstrijd tegen ADO Den Haag (0-1). Bij dat ene optreden zou het blijven.
Omdat hij in Nijmegen weinig aan spelen toe kwam keerde hij na een seizoen weer terug naar de amateurs van Venray. Twee jaar later lonkte het betaald voetbal opnieuw. De snelle vleugelaanvaller werd vastgelegd door eerstedivisionist FC VVV. Daar zou hij uiteindelijk zes seizoenen blijven. Met de Venlose club promoveerde hij in 1976 naar de Eredivisie.
Amper een jaar later zette hij een punt achter zijn profcarrière. De Klerk liet zijn contract halverwege het seizoen 1976-1977 voortijdig ontbinden om als croupier aan de slag te gaan bij het in 1977 nieuw geopende casino in Valkenburg.
Via SV Venray en Walram sloot De Klerk zijn actieve voetballoopbaan af, om vervolgens nog werkzaam te zijn geweest als trainer bij onder meer Valkenburgse Boys, Walram en Noorbeekse Boys. Op 30 januari 2021 overleed hij op 72-jarige leeftijd.

## Statistieken
| Seizoen         | Club            | Competitie      | Competitie | Competitie | Beker | Beker | Nacompetitie | Nacompetitie | Totaal | Totaal |
| Seizoen         | Club            | Competitie      | Wed.       | Dlp.       | Wed.  | Dlp.  | Wed.         | Dlp.         | Wed.   | Dlp.   |
| --------------- | --------------- | --------------- | ---------- | ---------- | ----- | ----- | ------------ | ------------ | ------ | ------ |
| 1968/69         | N.E.C.          | Eredivisie      | 1          | 0          | 0     | 0     | —            | —            | 1      | 0      |
| 1971/72         | FC VVV          | Eerste divisie  | 24         | 3          | 1     | 0     | —            | —            | 25     | 3      |
| 1972/73         | FC VVV          | Eerste divisie  | 30         | 4          | 2     | 1     | —            | —            | 32     | 5      |
| 1973/74         | FC VVV          | Eerste divisie  | 37         | 7          | 2     | 1     | —            | —            | 39     | 8      |
| 1974/75         | FC VVV          | Eerste divisie  | 29         | 5          | 2     | 0     | —            | —            | 31     | 5      |
| 1975/76         | FC VVV          | Eerste divisie  | 12         | 2          | 1     | 0     | 1            | 0            | 14     | 2      |
| 1976/77         | FC VVV          | Eredivisie      | 9          | 0          | 0     | 0     | —            | —            | 9      | 0      |
| Carrière totaal | Carrière totaal | Carrière totaal | 142        | 21         | 8     | 2     | 1            | 0            | 151    | 23     |